# 김태정 (가수)
김태정(1959년 5월 16일 ~ 2016년 1월 11일)은 대한민국의 가수였다. 1980년 TBC 신인가요제에서 '그대의 뜨락에서'로 데뷔를 하였다. 1981년 2집 '백지로 보낸 편지'에 이어 1982년 3집 '기도하는 마음' 등의 히트곡을 내며 스타덤에 올랐었다.
1986년 결혼과 은퇴한 뒤, 라이브 카페를 운영하였다.

## 학력
- 부산구포여자상업고등학교 (졸업)

## 사망
2016년 1월 11일 자택에서 심장마비로 사망하였고, 경기도 김포 뉴고려병원 5호실에 빈소가 차려졌으며, 1월 13일 발인되었다.

## 앨범
- 1972년 내마음 달래주오
- 1980년 서글픈 관계 / 두고온 바다
- 1981년 백지로 보낸 편지 / 사랑의 이야기
- 1982년 기도하는 마음
- 1983년 여자의 등불 / 종이배
- 1984년 3집 거울속의 여자 / 여자의 등불
- 1985년 그냥 두세요 / 진실
- 1986년 영혼의 노래
- 1987년 오리지날힛송 총결산집
- 1998년 사랑을 위하여 1
- 1998년 사랑을 위하여 2
- 1992년 김태정 골든 베스트
- 1995년 김태정,설운도의 가요파트너
- 2004년 김태정,김연숙의 라이브 카페 "두 여자 이야기"
- 2006년 카페노래 "사랑을 위하여 3"
- 2015년 느낌이 있는 카페

## 수상 기록
- 1982년 KBS 가요대상 신인상 후보

## 가요 프로그램 1위
| 연도            | 수상 내역 (총 1회)                                       |
| --------------- | -------------------------------------------------------- |
| 1983년 (총 1회) | - 기도하는 마음 (총 1회) - 7월 24일 KBS 《가요톱텐》 1위 |